# Wojciech Myślecki
Wojciech Andrzej Myślecki (ur. 22 lipca 1948 we Wrocławiu) – polski elektronik, naukowiec, działacz opozycji w PRL, honorowy profesor Uniwersytetu Przyrodniczego we Wrocławiu (od listopada 2019).

## Życiorys
Ukończył studia na Politechnice Wrocławskiej w zakresie elektroniki w 1969. W 1978 zdobył doktorat. W 1994 ukończył 2-letnie studium Management in Free Market Economy.
Jako student współorganizował bojkoty zajęć i stołówek studenckich. Między 1965 a 1968 był członkiem Zrzeszenia Studentów Polskich. W marcu 1968 został również członkiem Komitetu Studenckiego Politechniki Wrocławskiej oraz Międzyuczelnianego Komitetu Studentów Wrocławia. W latach 1970 i 1971 pracował na budowie. Po 1971 pracował jako naukowiec na Politechnice Wrocławskiej gdzie pełnił funkcję członka Prezydium Komitetu Założycielskiego NSZZ Solidarność, będąc również członkiem Związku Nauczycielstwa Polskiego (do 1980). W czerwcu 1977 był sygnatariuszem petycji przeciw aresztowaniom działaczy Komitetu Obrony Robotników i domagającej się amnestii dla więzionych uczestników protestów w Radomiu i Ursusie. Od 1980 działał w „Solidarności”, będąc delegatem na pierwszym Wojewódzkim Zjeździe Delegatów Regionu Dolny Śląsk w 1981. W pismach nosił pseudonimy „Andrzej Lesowski”, „Cyprian”, „Dorian”, „Izydor”, „Jerzy Lubicz”, „Teo”, „Teofil”.
Między 13 a 15 grudnia 1981 współorganizował strajk okupacyjny w Politechnice Wrocławskiej, za co został internowany w Ośrodku Odosobnienia we Wrocławiu, Grodkowie i Nysie od 16 grudnia 1981. Zwolniony w sierpniu 1982, trafił ponownie do aresztu w lutym 1984, po czym władze go zwolniły na mocy amnestii w lipcu tego samego roku.
Od końca 1984 działał w Komitecie Wykonawczym Solidarności Walczącej. Od 1987 był także współpracownikiem Komisji Interwencji i Praworządności „Solidarność”. W sierpniu 1988 współorganizował Międzynarodową Konferencję Praw Człowieka w Krakowie-Mistrzejowicach.
W 1989 był przeciwnikiem obrad Okrągłego Stołu. Po upadku PRL był doradcą do spraw polityki gospodarczej Prezesa Rady Ministrów od 1991 do 1992. Od 1991 do 1993 był również Pełnomocnikiem Rektora Politechniki Wrocławskiej do spraw Przekształceń Organizacyjnych. W 1992 był szefem zespołu doradców wojewody wrocławskiego. Między 1996 a 1997 przewodniczył Radzie Nadzorczej Winuelu SA. W 1997 pracował we Wrocławskim Centrum Transferu Technologii jako doradca przewodniczącego Komitetu Badań Naukowych oraz jako członek Rady Naukowej. Między 1998 a 2000 był członkiem Rady Nadzorczej Zarządu Polskich Sieci Elektroenergetycznych SA. Zasiadał też w radach nadzorczych innych spółek, m.in. w Tauron PE S.A. (od grudnia 2015 do listopada 2016), PTE Generali S.A., KGHM (w latach 2016–2018), Alior Banku (od 25 czerwca do 9 sierpnia 2021). Był również prezesem zarządu kilku dużych spółek prawa handlowego; pełni też obowiązki przewodniczącego Zespołu Nowych Technologii Wytwarzania Energii przy Narodowym Centrum Badań i Rozwoju.
Po 1989 należał do Solidarności, Partii Wolności (1990–1994), Ruchu Stu (1995–1999), Akcji Wyborczej Solidarność (1999–2001).

## Odznaczenia
- Krzyż Oficerski Orderu Odrodzenia Polski „za wybitne zasługi w działalności na rzecz przemian demokratycznych w Polsce, za osiągnięcia w podejmowanej z pożytkiem dla kraju pracy zawodowej i społecznej” (2007)[7]
- Medal „Milito Pro Christo” (2014)
- Krzyż Wolności i Solidarności „za zasługi w działalności na rzecz niepodległości i suwerenności Polski oraz respektowania praw człowieka w Polskiej Rzeczypospolitej Ludowej” (2022)[8]